# Unione Sportiva Triestina 1980-1981

## Stagione
Nella stagione 1980-1981 la Triestina partecipa al campionato di serie C1 Girone A.
Al termine del torneo la compagine alabardata si classificherà al quarto posto sfiorando di poco la promozione in serie B, totalizzando 43 punti in 34 partite disputate frutto di 16 vittorie (12 in casa e 4 in trasferta), 11 pareggi (3 in casa e 8 in trasferta), e 7 sconfitte (2 in casa e 5 in trasferta), segnando 42 reti e subendone 21.

## Organigramma societario
Area direttiva
- Presidente: Giorgio Del Sabato

Area tecnica
- Direttore sportivo: Franco Janich
- Allenatore: Ottavio Bianchi

## Rosa
| N. |                   | Ruolo | Calciatore           |
| -- | ----------------- | ----- | -------------------- |
|    | Italia (bandiera) | P     | Luciano Bartolini    |
|    | Italia (bandiera) | P     | Alberto Torresin     |
|    | Italia (bandiera) | D     | Raffaele Di Risio    |
|    | Italia (bandiera) | D     | Alessandro Lucchetta |
|    | Italia (bandiera) | D     | Giuseppe Mascheroni  |
|    | Italia (bandiera) | D     | Massimo Prevedini    |
|    | Italia (bandiera) | D     | Francesco Schiraldi  |
|    | Italia (bandiera) | C     | Salvatore Amato      |
|    | Italia (bandiera) | C     | Raul Di Croce        |
|    | Italia (bandiera) | C     | Angelo Giglio        |

| N. |                   | Ruolo | Calciatore           |
| -- | ----------------- | ----- | -------------------- |
|    | Italia (bandiera) | C     | Roberto Lenarduzzi   |
|    | Italia (bandiera) | C     | Marino Lombardo      |
|    | Italia (bandiera) | C     | Giorgio Magnocavallo |
|    | Italia (bandiera) | C     | Andrea Mitri         |
|    | Italia (bandiera) | C     | Massimo Scarel       |
|    | Italia (bandiera) | C     | Mark Strukelj        |
|    | Italia (bandiera) | C     | Maurizio Zandegù     |
|    | Italia (bandiera) | A     | Armando Coletta      |
|    | Italia (bandiera) | A     | Fulvio Franca        |
|    | Italia (bandiera) | A     | Paolo Mariani        |

## Risultati

### Serie C1

#### Girone di andata
| 28 settembre 1980 1ª giornata | Triestina | 0 – 0 | Modena |  |

| 5 ottobre 1980 2ª giornata | Cremonese | 0 – 0 | Triestina |  |

| 12 ottobre 1980 3ª giornata                                                 | Triestina | 3 – 0 | Trento |  |
| \| \| \| \| \| 12'G.Magnocavallo, 38'S.Amato, 88'A.Mitri \| Marcatori \| \| |           |       |        |  |
|                                                                             |           |       |        |  |
| 12'G.Magnocavallo, 38'S.Amato, 88'A.Mitri                                   | Marcatori |       |        |  |

| 19 ottobre 1980 4ª giornata                  | Casale    | 0 – 1      | Triestina |  |
| \| \| \| \| \| \| Marcatori \| 35'A.Mitri \| |           |            |           |  |
|                                              |           |            |           |  |
|                                              | Marcatori | 35'A.Mitri |           |  |

| 26 ottobre 1980 5ª giornata                                               | Empoli    | 2 – 1         | Triestina |  |
| \| \| \| \| \| 13'A.Ravot, 62'F.Di Nuovo \| Marcatori \| 37'C.Cocco(A) \| |           |               |           |  |
|                                                                           |           |               |           |  |
| 13'A.Ravot, 62'F.Di Nuovo                                                 | Marcatori | 37'C.Cocco(A) |           |  |

| 2 novembre 1980 6ª giornata                                     | Triestina | 2 – 0 | Treviso |  |
| \| \| \| \| \| 79'A.Coletta, 81'G.Battoia(A) \| Marcatori \| \| |           |       |         |  |
|                                                                 |           |       |         |  |
| 79'A.Coletta, 81'G.Battoia(A)                                   | Marcatori |       |         |  |

| 9 novembre 1980 7ª giornata | Prato | 1 – 1 | Triestina |  |

| 16 novembre 1980 8ª giornata | Triestina | 3 – 0 | Forlì |  |

| 23 novembre 1980 9ª giornata | Spezia | 0 – 1 | Triestina |  |

| 30 novembre 1980 10ª giornata | Triestina | 3 – 0 | Novara |  |

| 7 dicembre 1980 11ª giornata | Triestina | 2 – 1 | Piacenza |  |

| 14 dicembre 1980 12ª giornata | Parma | 1 – 0 | Triestina |  |

| 21 dicembre 1980 13ª giornata | Triestina | 3 – 1 | Sant'Angelo |  |

| 4 gennaio 1981 14ª giornata | Sanremese | 1 – 1 | Triestina |  |

| 11 gennaio 1981 15ª giornata | Triestina | 1 – 0 | Fano |  |

| 18 gennaio 1981 16ª giornata | Mantova | 1 – 0 | Triestina |  |

| 25 gennaio 1981 17ª giornata | Triestina | 0 – 1 | Reggiana |  |

#### Girone di ritorno
| 1º febbraio 1981 18ª giornata | Modena | 1 – 0 | Triestina |  |

| 8 febbraio 1981 19ª giornata | Triestina | 0 – 0 | Cremonese |  |

| 15 febbraio 1981 20ª giornata | Trento | 1 – 1 | Triestina |  |

| 22 febbraio 1981 21ª giornata | Triestina | 3 – 1 | Casale |  |

| 1º marzo 1981 22ª giornata | Triestina | 0 – 0 | Empoli |  |

| 8 marzo 1981 23ª giornata | Treviso | 0 – 0 | Triestina |  |

| 15 marzo 1981 24ª giornata | Triestina | 2 – 0 | Prato |  |

| 29 marzo 1981 25ª giornata | Forlì | 1 – 1 | Triestina |  |

| 5 aprile 1981 26ª giornata | Triestina | 2 – 0 | Spezia |  |

| 12 aprile 1981 27ª giornata | Novara | 0 – 2 | Triestina |  |

| 26 aprile 1981 28ª giornata | Piacenza | 1 – 1 | Triestina |  |

| 3 maggio 1981 29ª giornata | Triestina | 1 – 0 | Parma |  |

| 10 maggio 1981 30ª giornata | Sant'Angelo | 2 – 2 | Triestina |  |

| 17 maggio 1981 31ª giornata | Triestina | 1 – 2 | Sanremese |  |

| 24 maggio 1981 32ª giornata | Fano | 1 – 0 | Triestina |  |

| 31 maggio 1981 33ª giornata | Triestina | 1 – 0 | Mantova |  |

| 7 giugno 1981 34ª giornata | Reggiana | 2 – 3 | Triestina |  |

## Statistiche

### Statistiche dei giocatori
| Giocatore       | Serie C1 | Serie C1 |
| Giocatore       | Presenze | Reti     |
| --------------- | -------- | -------- |
| S. Amato        | 31       | 0        |
| L. Bartolini    | 33       | 0        |
| A. Coletta      | 21       | 9        |
| R. Di Croce     | 22       | 4        |
| R. Di Risio     | 32       | 1        |
| F. Franca       | 29       | 2        |
| A. Giglio       | 14       | 2        |
| R. Lenarduzzi   | 14       | 0        |
| M. Lombardo     | 15       | 0        |
| A. Lucchetta    | 3        | 0        |
| G. Magnocavallo | 31       | 4        |
| P. Mariani      | 19       | 0        |
| G. Mascheroni   | 34       | 0        |
| A. Mitri        | 31       | 5        |
| M. Prevedini    | 33       | 0        |
| M. Scarel       | 5        | 0        |
| F. Schiraldi    | 20       | 2        |
| M. Strukelj     | 16       | 3        |
| A. Torresin     | 1        | 0        |
| M. Zandegù      | 30       | 2        |